# Dolní Nivy
Dolní Nivy (deutsch Unter Neugrün) ist eine Gemeinde im Karlovarský kraj in Tschechien.

## Geographie

### Geographische Lage
Dolní Nivy liegt sieben Kilometer nördlich von Sokolov und gehört zum Okres Sokolov. Die Ortslage befindet sich am südlichen Fußes des Westerzgebirges am Bach Lomnický potok. Nach Süden schließen sich große Abraumhalden des Braunkohlenbergbaugebietes im Falkenauer Becken an. Westlich erhebt sich der Tvrdý kopec (633 m), im Norden der Oví vrch (662 m) und im Nordosten der Holý vrch (644 m).

### Nachbargemeinden
Nachbarorte sind Mezihorská im Nordosten, Horní Rozmyšl im Osten, Lomnice und Týn im Süden, Josefov, Luh nad Svatavou und Hřebeny im Südwesten, Boučí und Nové Domy im Westen sowie Háj und Horní Nivy im Nordwesten.
Die südlich angrenzenden Dörfer Lesík (Waldl), Lipnice (Lipnice) und Dolní Rozmyšl (Deutschbundesort) fielen dem Braunkohlenbergbau zum Opfer.

### Gemeindegliederung
Die Gemeinde Dolní Nivy besteht aus den Ortsteilen Boučí (Pichelberg), Dolní Nivy (Unter Neugrün), Horní Nivy (Ober Neugrün) und Horní Rozmyšl (Roßmeisl), die zugleich auch Katastralbezirke bilden.

## Geschichte
Neugrün wurde erstmals 1353 im Zuge des Verkaufes des Hofes Schönwerth an Abrecht Notthafft von Thierstein als Sitz der Ritter Heinrich, Friedrich und Franz Presater erwähnt.
1553 erfolgte die Teilung von Neugrün in Unter und Ober Neugrün.
Es wird angenommen, dass die Besitzer des Herrschaft Unter Neugrün Dienstleute der Schlicken waren. Als 1598 auf dem Territorium der Herrschaft nahe der Grenze zum Schlickschen Besitz die Finkermühle errichtet werden sollte, war die Einwilligung Christoph Schlicks einzuholen.
Auf dem Gebiet von Unter Neugrün erfolgte schon seit langen Zeiten Bergbau. An der Bartelmühle wurde ein Stollen vorgetrieben. Jedoch zeigten sich die Lagerstätten als wenig ergiebig und der Erzbergbau wurde wieder eingestellt. Am Waldrand erfolgte der Abbau von Ton in mehreren Gruben. In Ober Neugrün wurde Bergbau auf Blei und Silber betrieben. Bei Deutschbundesort standen seit dem 19. Jahrhundert Braunkohlenschächte in Betrieb. Um 1840 hatte Unter Neugrün 220 Einwohner und bestand aus 33 Häusern. Pfarrort war Lanz.
Nach der Aufhebung der Patrimonialherrschaften bildete Unter Neugrün ab 1850 einen Ortsteil der Gemeinde Zwodau im Bezirk Falkenau. Ab 1880 entstand die Gemeinde Unter Neugrün. 1885 fand auch der tschechische Name Dolní Neugrün Verwendung, der 1923 in Dolní Nový Grün abgeändert wurde.
1939 zählte Dolní Nivy 536 Einwohner. Nach dem Münchner Abkommen wurde die Gemeinde Unter Neugrün ins Deutsche Reich eingegliedert und gehörte bis 1945 zum Landkreis Falkenau. Nach dem Ende des Zweiten Weltkrieges kam der Ort zur Tschechoslowakei zurück und es begann die Vertreibung der Deutschen. 1948 erfolgte die Umbenennung der Gemeinde Dolní Nový Grün in Dolní Nivy. 1953 wurde Horní Nivy eingemeindet. In den 1950er und 1960er Jahren begann ein intensiver Braunkohlenabbau im Tagebaubetrieb südlich des Ortes. 1960 kam die Gemeinde Boučí als Ortsteil zu Dolní Nivy. Gleichzeitig erfolgte die Auflösung der Gemeinde Rozmyšl; deren Ortsteil Horní Rozmyšl wurde Dolní Nivy zugeschlagen.

### Einwohnerentwicklung
| Jahr | Einwohnerzahl |
| ---- | ------------- |
| 1869 | 395           |
| 1880 | 442           |
| 1890 | 418           |
| 1900 | 451           |
| 1910 | 450           |

| Jahr   | Einwohnerzahl |
| ------ | ------------- |
| 1921   | 431           |
| 1930   | 505           |
| 1950   | 312           |
| 1961 1 | 731           |
| 1970 1 | 508           |

| Jahr   | Einwohnerzahl |
| ------ | ------------- |
| 1980 1 | 382           |
| 1991 1 | 243           |
| 2001 1 | 271           |
| 2011 1 | 313           |

## Wappen
Beschreibung: In Blau drei goldene Getreideähren auf einem aufgebogenen grünen Schildfuß mit goldenen kreuzgelegten Hammer und Schlägel gesteckt.

## Kultur und Sehenswürdigkeiten
- Kapelle in Boučí
- Kapelle in Horní Nivy, pseudoromanischer Bau
- Kapelle in Dolní Nivy, pseudoromanischer Bau, erreicht um 1900